# مایکل آیسنر
مایکل آیسنر (انگلیسی: Michael Eisner؛ زادهٔ ۷ مارس ۱۹۴۲) کارآفرین، سرمایه‌دار و مدیر اجرایی اهل ایالات متحده آمریکا است. وی از سال ۱۹۶۶ میلادی تاکنون مشغول فعالیت بوده‌است و در فاصله سالهای ۱۹۸۴ تا ۲۰۰۵ بعنوان مدیرعامل شرکت والت دیزنی فعالیت می‌کرد.